# Rose McGowan
Rose Arianna McGowan (Certaldo, Olaszország, 1973. szeptember 5. –) amerikai színésznő, aktivista, író, modell és énekesnő.
Miután egy kisebb szerepben debütált a Kőbunkó (1992) című vígjátékban, Gregg Araki rendező Elátkozott generáció (1995) című, fekete humorú vígjátékával vált ismert színésznővé. Ezt követően, az 1990-es évek folyamán szerepelt a Sikoly (1996) című horrorfilmben, a Végig az úton című vígjáték-drámában, a Vak szenvedély (1998) című thrillerben és a Kemény dió (1999) című vígjátékban. A 2000-es évek során fontos televíziós szerepe volt a Bűbájos boszorkák című fantasy-drámasorozatban. 2007-ben főszerepet kapott Robert Rodríguez és Quentin Tarantino Grindhouse Terrorbolygó, illetve Halálbiztos című dupla filmjében. McGowan 2014-ben debütált filmrendezőként a Dawn című rövidfilmmel.
Feminista aktivistaként 2018-ban jelentette meg emlékiratait Brave címmel, emellett a Citizen Rose című dokumentumfilm-sorozatban is szerepelt. 2017-ben a Time magazin az „akik megtörték a hallgatást” csoport tagjaként (melynek nőkből álló tagjai a Me Too-mozgalom keretén belül felléptek a szexuális zaklatások ellen) McGowant is Az év emberének választotta meg.

## Életrajz
Szülei Terri és Daniel McGowan francia és ír származásúak, hat testvére van. Szülei válása után Rose Washingtonba költözött a nagymamájához. 14 évesen kábítószerrel való visszaéléssel vádolták, és a család barátja kábítószer-rehabilitációra küldte. Ő fenntartotta, azt az állítását, hogy a vád megalapozatlan volt, és hogy a kezelés káros a mentális egészségre. Egy évet töltött a hátrányos helyzetű fiatalok körében.[forrás?]

## Filmográfia

### Film
| Év   | Magyar cím                   | Eredeti cím                      | Szerep                | Magyar hang        |
| ---- | ---------------------------- | -------------------------------- | --------------------- | ------------------ |
| 1992 | Kőbunkó                      | Encino Man                       | Nora                  |                    |
| 1995 | Elátkozott generáció         | The Doom Generation              | Amy Blue              | Kisfalvi Krisztina |
| 1996 | Kő kövön                     | Bio Dome                         | Denise                |                    |
| 1996 |                              | Kiss & Tell                      | Jasmine Hoyle         |                    |
| 1996 | Sikoly                       | Scream                           | Tatum Riley           | Zsigmond Tamara    |
| 1997 | Végig az úton                | Going All the Way                | Gail Ann              | Pokorny Lia        |
| 1997 | Út a pokolba                 | Nowhere                          | lány                  |                    |
| 1997 | Hárman hozzák a halált       | Lewis & Clark & George           | George                |                    |
| 1998 | Maffiaháború – A vér kötelez | Southie                          | Kathy Quinn           |                    |
| 1998 | Fantomok                     | Phantoms                         | Lisa Pailey           | Törtei Tünde       |
| 1998 | Vak szenvedély               | Devil in the Flesh               | Debbie Strand         |                    |
| 1999 | Kemény dió                   | Jawbreaker                       | Courtney Alice Shayne | Biró Anikó         |
| 2000 | Ha szorít a szorító          | Ready to Rumble                  | Sasha                 | Kiss Virág         |
| 2000 | Az utolsó állomás            | The Last Stop                    | Nancy                 |                    |
| 2001 |                              | Strange Hearts (Roads to Riches) | Moira Kennedy         |                    |
| 2001 | Talpig majom                 | Monkeybone                       | Miss Kitty            |                    |
| 2002 | Porszívók                    | Vacuums                          | Debbie Dinsdale       |                    |
| 2006 | Fekete Dália                 | The Black Dahlia                 | Sheryl Saddon         | Mezei Kitty        |
| 2007 | Grindhouse: Terrorbolygó     | Grindhouse: Planet Terror        | Cherry                | Solecki Janka      |
| 2007 | Grindhouse: Halálbiztos      | Grindhouse: Death Proof          | Pam                   | Solecki Janka      |
| 2008 | IRA – Sétáló hullák          | Fifty Dead Men Walking           | Grace Sterrin         | Solecki Janka      |
| 2010 | Machete (törölt jelenet)     | Machete                          | Cherry                |                    |
| 2010 |                              | Dead Awake                       | Charlie Scheel        |                    |
| 2011 | Conan, a barbár              | Conan the Barbarian              | Marique               | Dögei Éva          |
| 2011 | Rosewood köz                 | Rosewood Lane                    | Sonny Blake           |                    |
| 2016 |                              | The Tell-Tale Heart              | Ariel                 |                    |
| 2017 |                              | The Sound                        | Kelly Johansen        |                    |

#### Egyéb filmek

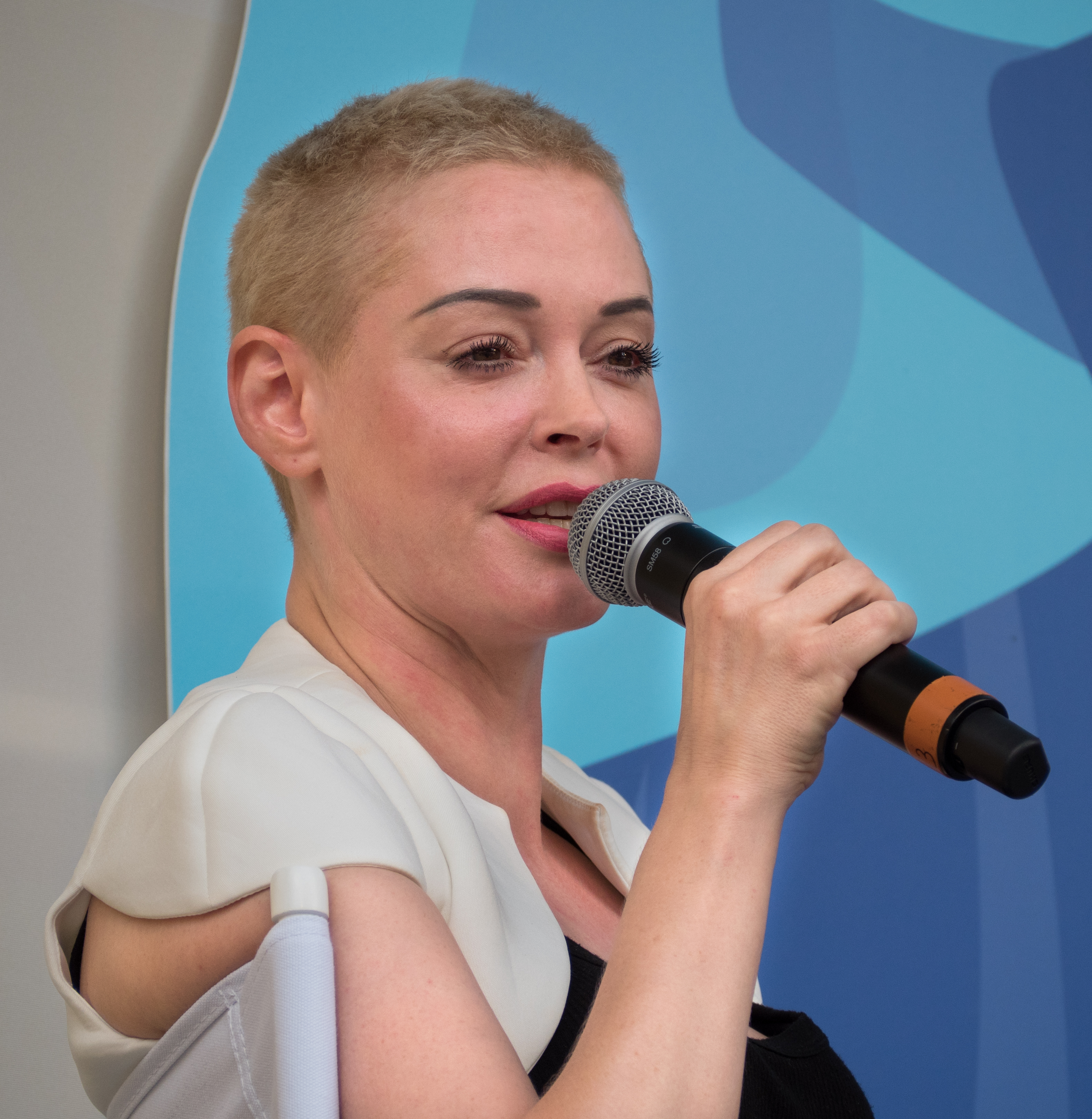
2018-ban

| Év   | Cím                           | Szerep          | Megjegyzések   |
| ---- | ----------------------------- | --------------- | -------------- |
| 1997 | Seed                          | Miriam          | rövidfilm      |
| 1999 | Sleeping Beauties             | Sno Blo         | rövidfilm      |
| 2014 | Dawn                          | filmrendező     | rövidfilm      |
| 2015 | The Weight of Blood and Bones | Madeline        | rövidfilm      |
| 2016 | The Caged Pillows             | Monday (hangja) | rövidfilm      |
| 2016 | Heresy                        | Heresy          | rövidfilm      |
| 2018 | Indecision IV                 | táncoló nő      | rövidfilm      |
| 2018 | Nicholas Kirkwood: Resistance | hacker          | rövidfilm      |
| 2018 | This Changes Everything       | önmaga          | dokumentumfilm |
| 2019 | Me Too: The Movement          | önmaga          | dokumentumfilm |
| 2019 | Rose McGowan: Being Brave     | önmaga          | dokumentumfilm |
| 2022 | When We Speak                 | önmaga          | dokumentumfilm |
| 2022 | Body Parts                    | önmaga          | dokumentumfilm |

### Televízió
| Év        | Magyar cím                               | Eredeti cím                       | Szerep                    | Megjegyzések                                   |
| --------- | ---------------------------------------- | --------------------------------- | ------------------------- | ---------------------------------------------- |
| 1990      |                                          | True Colors                       | Suzanne                   | 1 epizód                                       |
| 2001      |                                          | What About Joan?                  | Maeve McCrimmen           | 1 epizód                                       |
| 2001      | Halálos börtön                           | The Killing Yard                  | Linda Borus               | - tévéfilm - magyar hangja: - Huszárik Kata    |
| 2001–2006 | Bűbájos boszorkák                        | Charmed                           | Paige Matthews            | - 112 epizód - magyar hangja: - Hámori Eszter  |
| 2005      | Elvis                                    | Elvis                             | Ann-Margret               | - minisorozat - magyar hangja: - Solecki Janka |
| 2009      | Kés/Alatt                                | Nip/Tuck                          | Dr. Theodora "Teddy" Rowe | 5 epizód                                       |
| 2011      | Esküdt ellenségek: Különleges ügyosztály | Law & Order: Special Victims Unit | Cassandra Davina          | 1 epizód                                       |
| 2011      |                                          | The Pastor's Wife                 | Mary Winkler              | tévéfilm                                       |
| 2012      | RuPaul – Drag Queen leszek!              | RuPaul's Drag Race                | önmaga                    | vendég zsűritag (1 epizód)                     |
| 2013–2014 | Egyszer volt, hol nem volt               | Once Upon a Time                  | fiatal Cora Mills         | 2 epizód                                       |
| 2014      |                                          | Chosen                            | Josie Acosta              | főszereplő (6 epizód)                          |
| 2016      | A Pókember elképesztő kalandjai          | Ultimate Spider-Man               | Medúza (hangja)           | 1 epizód                                       |
| 2018      |                                          | Citizen Rose                      | önmaga                    | dokumentumsorozat                              |
| 2018      |                                          | The View                          | önmaga                    | vendég házigazda (2 epizód)                    |
| 2019      |                                          | Chopped                           | önmaga                    | vendég zsűritag (1 epizód)                     |
| 2020      |                                          | Question Time                     | önmaga                    | 1 epizód                                       |

### Videójátékok
| Év   | Cím                            | Szerep       |
| ---- | ------------------------------ | ------------ |
| 2005 | Darkwatch: Curse of the West   | Tala Vamp    |
| 2009 | Terminator Salvation           | Angie Salter |
| 2015 | Call of Duty: Advanced Warfare | Lilith       |

## Magyarul megjelent művei
- Bátor. Szektatag, szökevény, fogoly, ígéretes tehetség, áldozat, szexszimbólum, igazságkereső; ford. Czutor Veronika Andrea; Könyvmolyképző, Szeged, 2021

## Fordítás
- Ez a szócikk részben vagy egészben  a   Rose McGowan című angol Wikipédia-szócikk fordításán alapul.  Az eredeti cikk szerkesztőit annak laptörténete sorolja fel. Ez a jelzés csupán a megfogalmazás eredetét és a szerzői jogokat jelzi, nem szolgál a cikkben szereplő információk forrásmegjelöléseként.